# Naissance en 1079
Naissance
- 1075
- 1076
- 1077
- 1078
- 1079
- 1080
- 1081
- 1082
- 1083

Cette page dresse une liste de personnalités nées au cours de l'année 1079 :
- 11 février : Yejong, 16e roi de Goryeo.
- 8 août : Horikawa, 73e empereur du Japon.

- Pierre Abélard, théologien, philosophe et compositeur français.
- Dangereuse de L'Isle Bouchard,  dite aussi Dangerosa, noble française.
- Gampopa,  encore appelé Dhagpo Lhaje (le médecin de Dhagpo) et Dhakpo Rinpoche (le maître de Dhagpo), maître historique de la lignée Kagyüpa, considéré comme le fondateur de la lignée-mère Dhagpo Kagyu, et l'ancêtre des « quatre grandes écoles » de la tradition kagyu du bouddhisme tibétain.

## Crédit d'auteurs
- Cet article est partiellement ou en totalité issu de l'article intitulé « 1079 » (voir la liste des auteurs).